# Boudewijn Ietswaart
Bernhard Jan Boudewijn Ietswaart (Amsterdam, 12 december 1936 - aldaar, 23 december 2010) was een Nederlands grafisch ontwerper, illustrator en typograaf. Hij werkte bijna 20 jaar in het buitenland, waaronder in Mexico, Spanje en Venezuela. Zijn handgetekende boekomslagen worden tot de beste van het genre gerekend. De Universiteit van Amsterdam heeft een collectie van zijn werk.

## Biografie

### Opleiding en eerste werk
Ietswaart, opgegroeid in een milieu van tekenaars en uitgevers, ging in 1956 aan het Instituut voor Kunstnijverheidsonderwijs studeren bij Theo Kurpershoek. Hij bleek een uitzonderlijk begaafd student. Via Kurpershoek kwam hij in contact met Gerrit Noordzij en uitgeverij W. ten Have waarvoor hij nog tijdens zijn studietijd een aantal boekomslagen ontwierp. Na zijn afstuderen verzorgde hij als freelance grafisch ontwerper voor uitgeverij Em. Querido in 1959 en 1960 een aantal boekomslagen.

#### Best verzorgde boeken
Van de boeken met omslagen ontworpen door Ietswaart zijn er vijf opgenomen in de jaarlijkse lijst van best verzorgde boeken, destijds opgesteld door de Vereniging ter bevordering van de belangen des boekhandels.
Het betreft de volgende vijf boeken:

###### 1959
- Hans Jürgen Baden, De grenzen van de vermoeidheid, Ten Have, Carillon-reeks

###### 1960
- Inez van Dullemen, De schaduw van de regen, Em.Querido
- Theun de Vries, Het motet voor de Kardinaal, Em.Querido
- Jan Engelman, Verzamelde gedichten, Em.Querio

###### 1963
- Gerrit Achterberg, Verzamelde gedichten, Em.Querido

### Mexico
Uitgever en grafisch ontwerper A.A.M. Stols was in de jaren '50 UNESCO-deskundige in Latijns-Amerika op het gebied van grafische vormgeving. In die hoedanigheid doceerde Stols aan de Nationale Autonome Universiteit (UNAM) en was hij adviseur bij de staatsuitgeverij Fondo de Cultura Económica. In 1958 ondertekenden de Nederlandse regering en de Verenigde Naties een overeenkomst die het begin vormde van het VN assistenten deskundigen programma. Stols slaagde erin om een positie voor assistent te creëren en Ietswaart, van wie Stols erg onder de indruk was, naar Mexico te halen.
Eind 1960 ging Ietswaart naar Mexico. Als UNESCO-functionaris assisteerde hij Stols op de UNAM en bij het Fondo de Cultura Económica. In de korte periode van 18 maanden ontwierp Ietswaart ongeveer 200 boekomslagen voor Fondo de Cultura Económica en het tijdschrift van de UNAM. Dit oeuvre was invloedrijk onder typografen in Mexico.

### Barcelona en Zuid-Amerika
Tussen 1964 en 1970 woonde Ietswaart in Barcelona waar hij werkte voor de uitgevers Luis Miracle, Editorial Juventud en Bertelsmann. In 1972 kreeg hij werk aangeboden in Lima waar hij enkele maanden verbleef. Na een rondreis in 1973 door Venezuela, Colombia en Brazilië vestigde hij zich in Caracas waar hij onder meer werkte voor het reclamebureau ARS DDB.

### Amsterdam
Begin in 1975 keerde hij terug naar Amsterdam. Hij volgde Frans van der Aa op als hoofd van de grafische afdeling van de Nederlandse Omroep Stichting. Hij nam twee jaar later ontslag vanwege de "meetingitis" bij de NOS. Ontevreden over de eeuwige discussie met opdrachtgevers voor grafisch design besloot hij zich te concentreren op illustratie van educatieve boeken.
Ietswaart was in de jaren 2000 verrast door de aandacht die zijn vroege werk kreeg, en leverde in 2008-2009 enkele bijdragen aan de tentoonstelling die de Cìrculo de Tipógrafos in Mexico organiseerde in samenwerking met ontwerper Jan Middendorp.

## Persoonlijk leven
Ietswaart werd geboren in Amsterdam als zoon van David Ietswaart en Femmichje Jantina Smit. Beiden werkten als administratief ambtenaar. David was daarnaast enthousiast illustrator. Fem werkte bij het Instituut voor Dialectologie, Volkskunde en Naamkunde en komt voor als Marietje Moederman in de boekenreeks Het Bureau van J.J. Voskuil.
Ietswaart verhuisde tijdens de Tweede Wereldoorlog van Bovenkerk naar de Watergraafsmeer, waar het gezin introk in het huis van (de weduwe van) uitgever Berend Modderman. David Ietswaart en Berends zoon Sybren waren bevriend. Het huis bevatte een grote collectie boeken die een grote indruk op hem maakte. Fem Smit zou na de oorlog hertrouwen met Sybren Modderman.
In Mexico trouwde Ietswaart met Ingeborg Kurpershoek, ontwerper van theaterdecors en kostuums, en dochter van zijn docent op de academie. Uit hun huwelijk werd in 1968 Anna Ietswaart geboren.
In Café Mulder aan de Weteringschans te Amsterdam was hij een vaak geziene, hartelijke en amicale stamgast.
Eind 2010, na een kort ziekbed, overleed Ietswaart in Amsterdam op 74-jarige leeftijd.

## Eerbetoon
- Ietswaarts werk in Mexico was onderwerp van de herdenkingstentoonstelling "El holandés errante" in 2009 in het kader van de 53e wereldconferentie van AtypI.[14][15]
- Typografen van de Círculo de Tipógrafos de México ontwikkelden in 2009 een serie fonts, Balduina genaamd, op basis van Ietswaarts handgetekende letters. Ietswaart verleende zijn medewerking door de toegezonden ontwerpen van de ontbrekende letters te corrigeren. De fonts werden in 2010 gedistribueerd door FontShop.[16]

## Oeuvre (Selectie)

### Boekomslagen

#### Nederland

###### W. ten Have, Amsterdam: Carrillon-reeks
- Voorsorteren, M.L.W. Schoch, 1957
- Het was een vreemde nacht. Het brandoffer (2e druk), Albrecht Goes, 1959
- Luther, zijn weg en werk, W.J. Kooiman, 1959
- De grenzen van de vermoeidheid, H.J. Baden, 1959
- Hirosjima, John Hersey 1959
- Ons geloof, Emil Brunner, 1960
- Ver van de zwijgende planeet, C.S. Lewis, 1960
- De brug, K. Norel, 1960
- Brieven uit de hel en Schroefstik heft het glas, C.S. Lewis, 1962

###### Querido, Amsterdam
- De schaduw van de regen, Inez van Dullemen, 1960
- Het motet voor de kardinaal, Theun de Vries, 1960
- Verzamelde gedichten, Jan Engelman, 1960
- Cider voor arme mensen, Hella Haasse, 1960
- Doen alsof, Adriaan van der Veen, 1960
- Ballade van de gasfitter, Autodroom, spel van de wilde jacht, Gerrit Achterberg, 1961
- Warmte, een woonplaats, Ellen Warmond, 1961
- Cryptogamen 4, Gerrit Achterberg, 1961
- Verzamelde gedichten, Gerrit Achterberg, 1963
- De gehoorzame dode, Willem Brakman, 1964
- De knagende worm, Uit de papieren van Jacobus Nachtegaal. Isaac Faro, 1964
- De chauffeur verveelt zich, Gerrit Krol, 1973

###### Falkplan, Amsterdam
- Stratenatlas, 1970

#### Mexico

###### Fondo de Cultura Económica
- La teoría sociológica, Nicholas S. Timasheff
- Campaña en el ejército grande. Domingo Sarmiento
- Historia de la economía en su relación con el desarrollo social, W. Stark
- Revolución Económica e industrialización en América Latina, Pedro Teichert
- Historia natural y moral de las Indias, Edmundo O´Gorman
- Historia económica y social de la edad media, Henri Pirenne

###### Universidad Nacional Autónoma de México
- El aguila, el jaguar y la serpiente, Miguel Covarrubias
- Cuadernos del Viento
- Revista de la Universidad de México, agosto 1961
- Visión de los vencidos, Miguel León-Portilla

###### Editorial Joaquín Mortiz S.A.
- La compasión divina, Joan Cau
- El tambor, Günther Grass

#### Barcelona

###### Luis Miracle
- Tratado de análisis económico, Roger Dehem, 1965
- Introducción a la psicología social, Peter Hofstätter, 1966
- Caracterología étnica, Paul Grieger, 1966
- Psicología Práctica, Charlotte Bühler, 1969
- Inteligencia y carácter, Robert Maistriaux, 1970

### Illustraties

#### Kinderboeken

###### Marjolein en Hans van Otegem, Serie Piepklein, Albert Heijn, Zaandam 1979
- Edelstenen, met S. Asscher
- Wereldwonderen, met S. Breemer
- Raceauto´s, met Rob Wiedenhoff
- Sterren en Planeten, met Chriet Titulaer
- Bijzondere natuurverschijnselen, met Chriet Titulaer

- Nederlandse Thesaurus van Auteursnamen: 14329279X
- RKD-Nederlands Instituut voor Kunstgeschiedenis: 89157
- Union List of Artist Names: 500766605
- Virtual International Authority File: 282932469